# Cassens-Werft
Die Cassens-Werft war eine Werft in der Seehafenstadt Emden in Ostfriesland. 2016 gab das Unternehmen den Schiffbau auf. Aufgrund fehlender Aufträge wurde die Geschäftstätigkeit am 29. Juni 2018 eingestellt.

## Geschichte

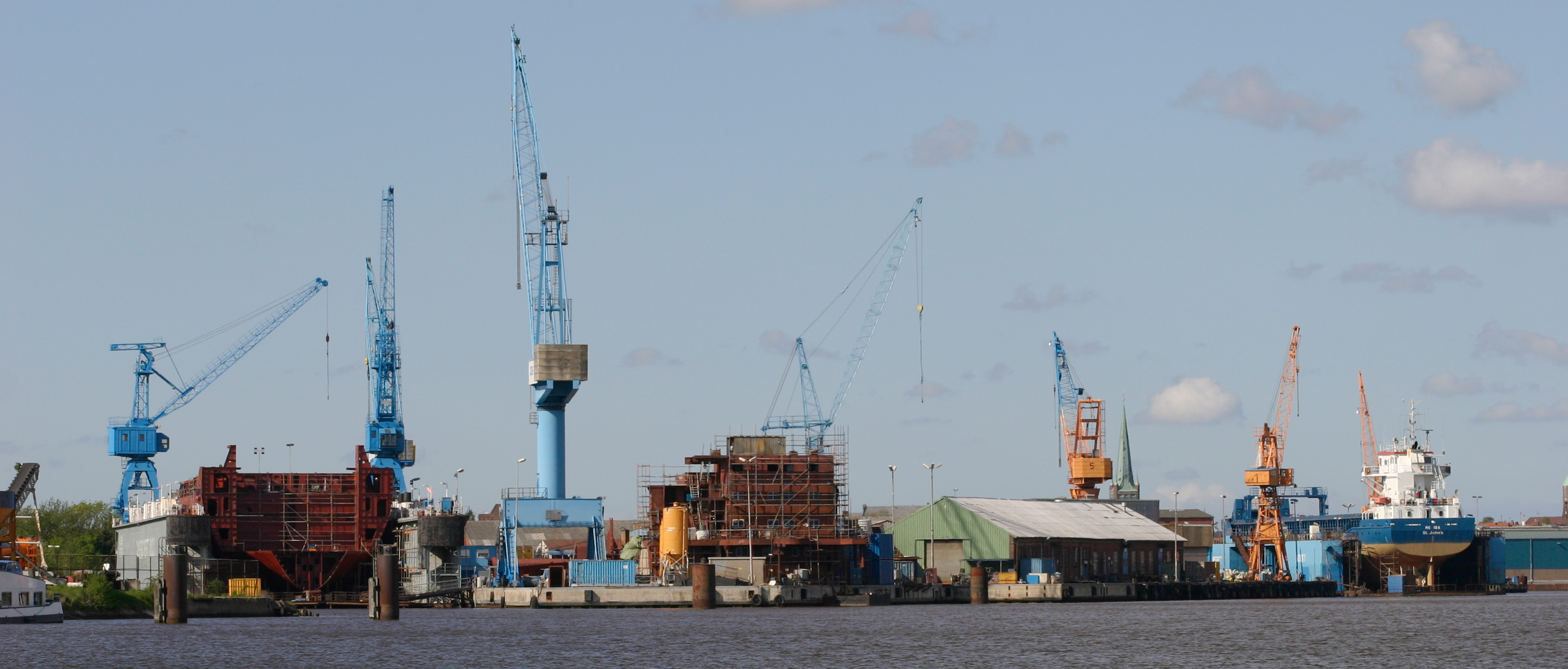
Die Cassens-Werft

Als Gründungsjahr der Werft gilt 1875: Damals erwarben der aus Ihlowerfehn stammende Schiffbaumeister Cassen Cassens und der Emder Schiffbaumeister Klattendorf die Werft und nannten sie Cassensche Werft. Die Vorläufer dieser Werft gehen allerdings bis auf das Jahr 1682 zurück: Seinerzeit wurde Friedrich Wilhelm von Brandenburg, genannt der Große Kurfürst, ein Werftareal am Falderndelft im historischen Teil des Emder Hafens zur Verfügung gestellt, auf dem die Brandenburger Werft entstand, die 1751 in Werft Zum preußischen Adler umbenannt wurde. 1875 ging sie dann an Cassens und Klattendorf über. 1902 erfolgte der Umzug an den heutigen Standort im modernen, seit den 1880er Jahren entstandenen Teil des Emder Hafens.
Die Schiffswerft und Maschinenfabrik Cassens GmbH musste im Juni 2003 Insolvenz anmelden, da nach eigenen Angaben „die schwierige weltwirtschaftliche Lage im Schiffbau, der preisliche Druck aus Asien und der 11. September 2001 […] zu Engpässen und Auslastungsschwierigkeiten“ führte.
Ein Jahr später wurde die Cassens-Werft von neuen Gesellschaftern aus der Region Ostfriesland neu gegründet. Die Werft mit zurzeit 92 Mitarbeitern ist in den Geschäftszweigen Schiffsreparatur und Schiffsneubau aktiv. Inklusive Leiharbeitnehmern arbeiten in Spitzenzeiten bis zu 300 Personen auf der Werft. Trotz gefüllter Auftragsbücher musste die Geschäftsführung der Werft im Juli 2008 erneut Antrag auf Insolvenz stellen. Der Grund lag auch in der Zahlungsunfähigkeit einer Reederei, die den Neubau eines Containerschiffs daher nicht abnehmen konnte. Daraufhin wurden die Kredite von der Bank gekündigt. Das Ziel ist, den Auftragsbestand abzuarbeiten und das Unternehmen fortzuführen. Nach Übernahme der Cassens Werft GmbH durch eine Investorengruppe unter der Führung eines Treuhänders wurde das Insolvenzverfahren am 31. Dezember 2009 vom Amtsgericht Aurich aufgehoben.
Im Dezember 2016 gab das Unternehmen bekannt, den Bau von Schiffen aufzugeben. Diese Entscheidung begründete der Geschäftsführer Hermann Kienitz mit der schwierigen Marktsituation. Die Cassens-Werft konzentrierte sich seitdem auf die Zulieferung von Komponenten für Windenergieanlagen. Zum 30. Juni 2018 stellte die Werft den Betrieb ein, da der Windenergieanlagenhersteller Enercon keine neuen Aufträgen an die Cassens-Werft vergeben wird.
Auf dem ehemaligen Werftgelände beabsichtigt Enercon eine Trainingsbaustelle einzurichten, auf dem künftig Aufbau-Teams im Umgang mit neuen Windkraftanlagen geschult werden.

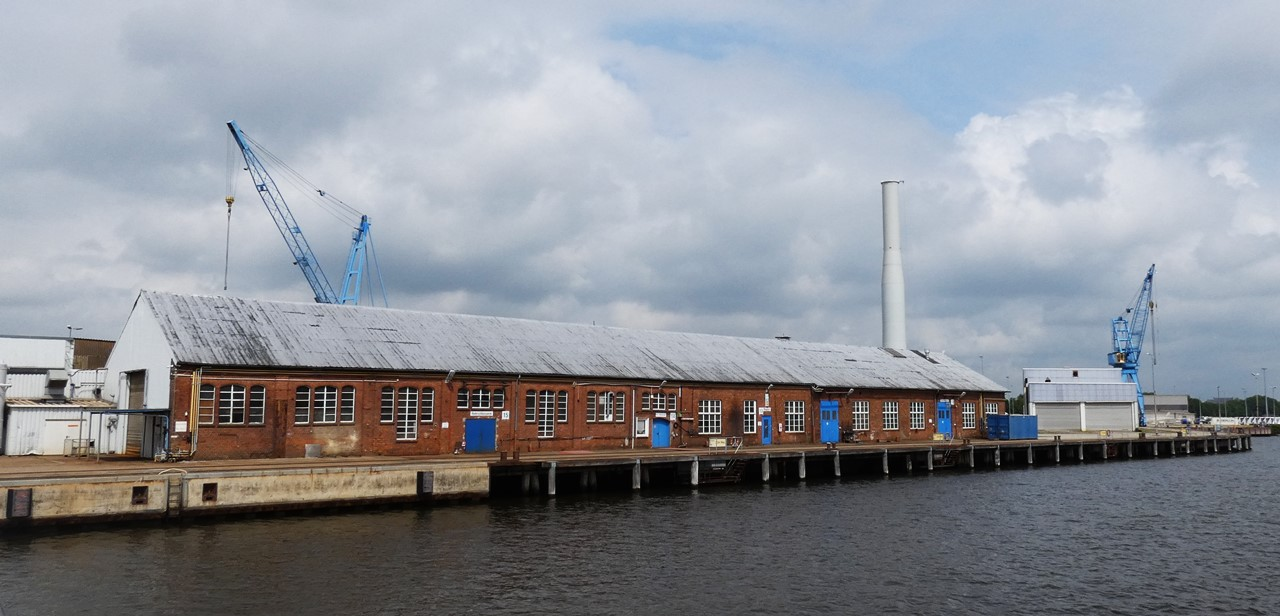
Ehemalige Werkstätten der Cassens Werft

### Schiffbauhistorie
1881 lieferte die Cassens-Werft mit einer 169 BRT großen Schonerbrigg ihren ersten Neubau. Ab ungefähr Mitte der 1880er Jahre wurden zwei bis vier Segellogger pro Jahr produziert, später auch solche mit Dampfantrieb und Besegelung. Gaffelschoner und Lotsenschoner kamen hinzu.
Der Umzug an den heutigen Standort (1902) ist mit der Umstellung vom Holz- auf den Stahlschiffbau verbunden. Nachdem Emden mit der Fertigstellung des Dortmund-Ems-Kanals im Jahre 1899 zunehmend zum Seehafen des Ruhrgebiets wurde, entwickelte sich für die Werft ein neues Betätigungsfeld. Die Westfälische Transport-Actien-Gesellschaft (WTAG), die den Frachtverkehr zwischen Emden und dem Ruhrgebiet abwickelte, nutzte die Cassens-Werft nun als Reparaturwerft für die mehr als hundert Einheiten der Binnenschiffsflotte.
Bis Anfang der 1960er Jahre wurden vornehmlich Binnenschiffe gebaut, später auch Schlepper, Küstenmotorschiffe, Fähren und Spezialschiffe.
1992 trat die Cassens-Werft einem Werftenverbund bei, dem auch russische Anteilseigner angehörten. Davon versprach sich die Werft Geschäftschancen auf dem russischen Markt. Tatsächlich wurden in den folgenden Jahren unter anderem Flusspassagierschiffe umgebaut und überholt sowie Flussbinnenschiffe zu Fluss-/Seeschiffen umgebaut. 2003 allerdings ging die Werft aus oben genannten Gründen in die Insolvenz.
Die Cassens-Werft war vor der Schließung – neben den Nordseewerken – eine der beiden größeren Emder Werften, wenngleich auch deutlich kleiner als die letztgenannte. Neben diesen beiden bestanden lediglich kleinere Bootsbaubetriebe.
2016 stellte die Werft den Schiffbau ein. Am 29. Juni 2018 wurde die Werft geschlossen.

## Gesellschafter
Die Werft hatte nach eigenen Angaben die folgenden Gesellschafter:
- Fa. Rolf Janssen, Aurich (Elektrotechnikhersteller, unter anderem Schiffselektrik)
- Fa. Tillmann, Emden
- Fa. Navicom, Emden (Schiffbau-Zulieferer)
- Fa. Ehnts & Willms, Samtgemeinde Holtriem
- Fa. Emder Schiffsausrüstung, Emden
- AG Reederei Norden-Frisia, Norderney
- AG Ems, Emden (Reederei)
- Fa. Gerdes GmbH, Westoverledingen
- Ing.-Büro ABH, Emden

## Technische Kapazitäten

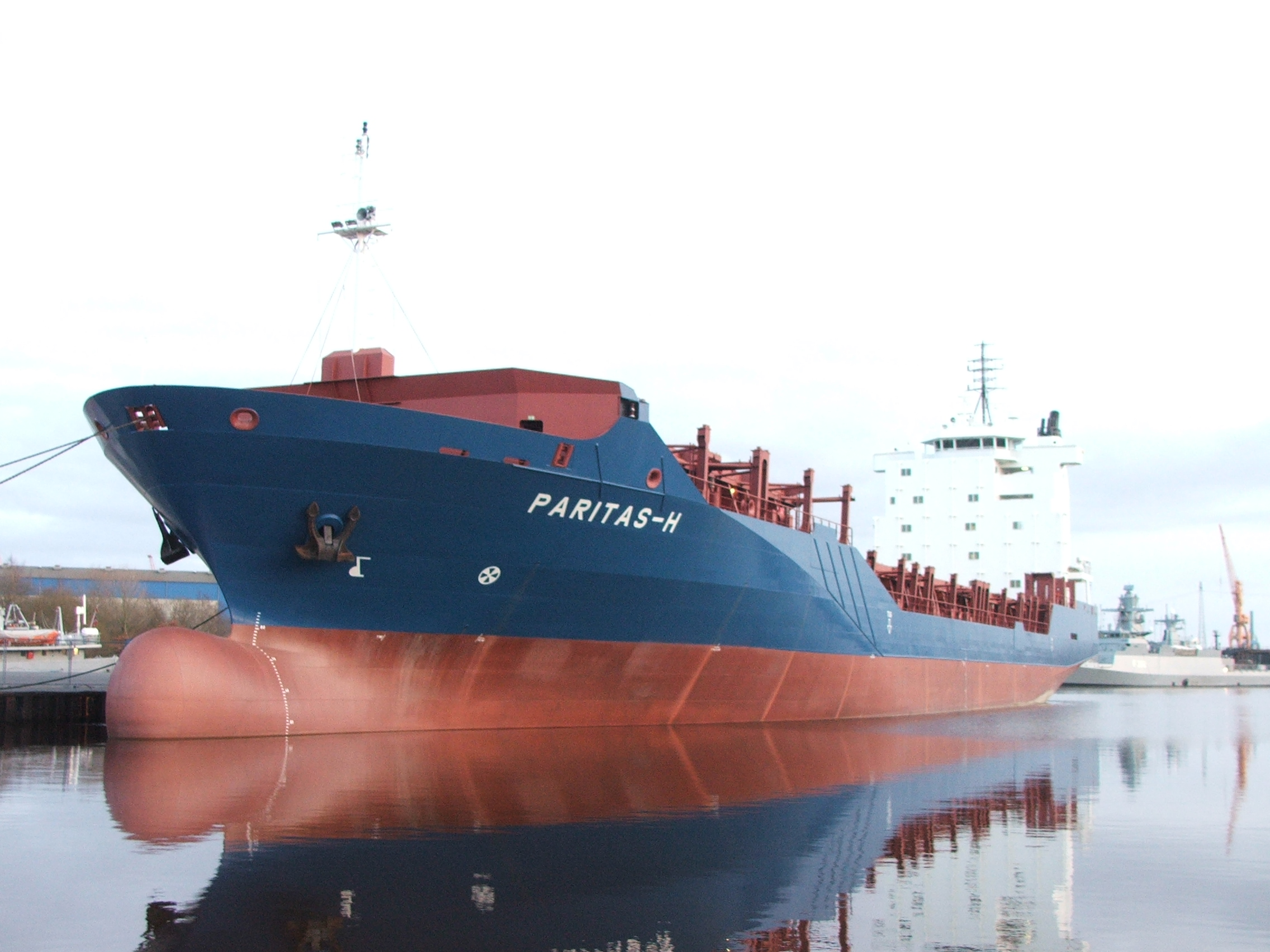
Containerschiffstyp Cassens CW 700

Das Betriebsgelände wurde 1979 erweitert, indem Teile des Geländes der benachbarten und kurz zuvor insolvent gewordenen Emder Traditionswerft Schulte & Bruns übernommen wurden. Schwimmdocks von 5000 und 1500 Tonnen sind vorhanden. Zum Produktprogramm gehören Mehrzweckfrachter, Ro-Ro-Schiffe, Containerschiffe, Fähren, kombinierte Fracht- und Fahrgastschiffe, Massengutfrachter, Tanker, Forschungsschiffe, Fischereifahrzeuge, Schlepper, Binnenschiffe, Flusskreuzfahrtschiffe, Kreuzfahrtschiffe und Yachten bis zu einer Länge von 130 Metern und einer Tragfähigkeit von 10.000 dwt. Die erfolgreichste Baureihe der letzten Jahre war der Containerschiffstyp Cassens CW 700.